# Taichi Ishikari
Taichiro Maki  (nacido el 19 de marzo de 1980) es un luchador profesional japonés, más conocido bajo el nombre de Taichi Ishikari o simplemente Taichi. Taichi trabaja actualmente en New Japan Pro-Wrestling (NJPW). A lo largo de su carrera, ha competido en diversas promociones, entre ellas All Japan Pro Wrestling, Consejo Mundial de Lucha Libre, Hustle, Pro Wrestling Noah y Total Nonstop Action Wrestling.
Sus logros fue dos veces Campeón de Peso Abierto NEVER, tres veces IWGP Tag Team Champion con Zack Sabre Jr., una vez Campeón Mundial de Tercias del CMLL con Hiroshi Tanahashi y Okumura, dos veces Campeón en Parejas Peso Pesado Junior de la IWGP con Taka Michinoku (en una ocasión) y Yoshinobu Kanemaru (en una ocasión) y una vez Campeón Peso Pesado Junior de GHC.

## Inicios
Queriendo ser un luchador profesional desde la escuela secundaria compitió en la lucha libre amateur mientras estaba en la escuela secundaria, y ocupó el segundo lugar en la clase de 63 kg en la conferencia del campeonato de la escuela secundaria de Hokkaido en 1997.

## Carrera

### All Japan Pro Wrestling (2002-2005)
En diciembre de 2002, Ishikari hizo su debut con All Japan Pro Wrestling (AJPW). Elegiría su primera victoria individual sobre el prospecto de peso pesado Masayuki Kono a los seis meses de su carrera el 12 de mayo de 2003. Obtuvo una gran oportunidad al representar a AJPW en la Super J-Cup de cuarta etapa organizada por Osaka Pro Wrestling en 2004, pero se quedó corto después de perder ante el as de Osaka Pro Takehiro Murahama en la primera ronda. Trabajando en equipo con Toshiaki Kawadaen el Torneo de Etiqueta del Festival de Otoño, obtuvo ambas victorias en sus partidos finales para ganar su primer torneo. Era el primer prospecto de peso pesado junior de AJPW en mucho tiempo, siendo un joven muy rápido y fogoso que se estaba portando bien. Ishikari comenzó en 2005 desafiando al Campeonato Mundial Juvenil de Peso Completo contra el campeón Taka Michinoku en un esfuerzo perdedor, luego continuó la lucha en la parte baja en parejas.

### Total Nonstop Action Wrestling (2004)
El 26 de mayo de 2004, Taichi Ishikari apareció como miembro del equipo de Japón en la Total Nonstop Action Wrestling en TNA World X Cup Tournament 2004, compitiendo tanto en una batalla real y un ladder match. Se rumoreaba que formaba parte del Equipo Japón 2008, pero el lugar fue ocupado por Puma.

### New Japan Pro-Wrestling (2005-2010)
A principios de febrero de 2005, Ishikari siguió a su mentor, Toshiaki Kawada y terminó su afiliación con AJPW para convertirse en un luchador independiente. Ishikari rebotó tratando de encontrar un nuevo hogar permanente, compitiendo por Hustle y la promoción efímera de Kings Road. A mediados de 2006 Ishikari comenzó a aparecer en New Japan Pro-Wrestling y su actividad con la compañía luego aumentó en 2006 y 2007 y finalmente en 2009 se convirtió en miembro oficial de la lista de NJPW.  Se encontraría como un socio del equipo Milano Collection AT y juntos desafiarían para el Campeonato en Parejas Peso Pesado Junior de la IWGP, celebrado por Prince Devitt y Ryusuke Taguchi, pero no pudieron ganar el título. 

### Consejo Mundial de Lucha Libre (2010)
Después de que Milano Collection AT anunciara su retiro en enero de 2010, New Japan anunció que Taichi partiría para la promoción mexicana del Consejo Mundial de Lucha Libre (CMLL) para buscar una nueva dirección en su carrera. El plan era que él permaneciera con CMLL durante al menos cinco meses. Taichi debutó en CMLL el 19 de febrero de 2010 en Arena México, Ciudad de México, donde se asoció con Naito y Ray Mendoza Jr. para vencer a John Strongman, Niebla y Máximo en dos caídas consecutivas. El 7 de mayo de 2010, Taichi y Okumura se asociaron con Hiroshi Tanahashi para derrotar a El Hijo del Fantasma, La Máscara y Héctor Garza para ganar el Campeonato Mundial de Tercias del CMLL en el evento principal del espectáculo semanal por la noche Super Viernes.
El reinado de La Ola Amarilla como Campeones de Tríos solo duró dos semanas, ya que fueron derrotados por La Máscara, La Sombra y Máscara Dorada el 21 de mayo de 2010. A través de los tríos, Taichi comenzó una rivalidad con La Máscara quien desafió a Taichi a una Lucha de Apuesta donde Taichi pondría su cabellera en juego contra la máscara de La Máscara. Más tarde, Taichi anunció que había aceptado el desafío, convirtiéndolo en el evento principal del espectáculo Sin Salida 2010 de CMLL. El 6 de junio, Taichi fue derrotado por Máximo de dos caídas a una y se afeitó el pelo después del combate.
Posteriormente, Taichi regresó a Nuevo Japón, antes de regresar a CMLL por un período de dos meses a principios de octubre de 2010.

### Regreso a NJPW (2010-presente)

#### 2010-2011
El 11 de diciembre de 2010, Taichi regresó de su última temporada en CMLL y se alineó con el Campeón de Peso Pesado de la IWGP Satoshi Kojima como parte de Kojima-gun, que más tarde también incluiría al Jugador Más Valioso, Nosawa Rongai y Taka Michinoku. El 8 de abril de 2011, Taichi derrotó a Madoka en la final de un torneo de dos días para ganar un lugar en el torneo Best of the Super Juniors 2011. El 3 de mayo, Taichi y Taka Michinoku se volvieron contra Kojima y revelaron que Minoru Suzuki regresaría como su nuevo líder cambiando su nombre del grupo como Suzuki-gun cambiándose a heels. Después de perder sus primeros partidos de la etapa de seis asaltos en el Best of the Super Junior 2011, Taichi regresó para ganar sus dos últimos partidos y terminar octavo de los nueve luchadores en su bloque. Desde entonces, Taichi ha formado una sociedad regular con Taka Michinoku, con los dos Prince Devitt y Ryusuke Taguchi sin éxito desafiantes para el Campeonato Peso Pesado Junior en Parejas de la IWGP el 11 de septiembre de 2011.

#### 2012
El 16 de junio de 2012, en Dominion 6.16, Taichi y Michinoku tuvieron otra oportunidad de luchar para el Campeonato Peso Pesado Junior en Parejas de la IWGP, pero fueron derrotados por Jushin Thunder Liger y Tiger Mask, después de que Taichi descubriera a Liger y lo convirtiera involuntariamente en "Kishin Liger ", una versión más violenta de sí mismo. En agosto, Taichi comenzó a culpar a Michinoku por sus derrotas recientes, lo que llevó a los dos a aceptar un combate, donde el perdedor sería expulsado de Suzuki-gun. El partido se llevó a cabo el 22 de agosto en la promoción Kainati Dojo de Michinoku, pero terminó sin ganador ya que Minoru Suzuki interrumpió el partido y consiguió que los dos hombres hicieran las paces. El 5 de septiembre, Taichi regresó a México para otra gira con CMLL y rechazó instantáneamente una oferta para reunirse con La Ola Amarilla, comprometiéndose con su lealtad a Minoru Suzuki y Suzuki-gun. En su primer partido en CMLL el 7 de septiembre, Taichi hizo equipo con Hiroshi Tanahashi, Namajague y Okumura en un torneo cibernético entre Japón y México , donde enfrentaron a Guerrero Negro, La Máscara, Negro Casas y Valiente. Después de ser eliminado por La Máscara, Taichi interfirió en el partido y ayudó a Tanahashi a ganar el japonés. Taichi regresó a Japón el 14 de octubre.

#### 2013
En enero de 2013, Taichi fue dejado de lado por una lesión en la rodilla, sufrida en un accidente de tráfico. Cuando regresó en abril, llevaba un aparato ortopédico para la rodilla, que comenzó a utilizar como arma ofensiva detrás de la espalda de los árbitros, doblando su nuevo finalizador de rodilla, "Jage Koroshi". El 24 de mayo, Taichi entró en el torneo Best of the Super Juniors 2013 , donde tuvo un comienzo explosivo, ganando sus primeros cuatro partidos, aunque a través de trampas, incluidas las interferencias de Taka Michinoku y el bloqueo Jushin Thunder Liger salió del edificio para obtener una victoria en el conteo. Su racha de victorias terminó en su quinto partido el 1 de junio, cuando fue derrotado por un representante de CMLL Titán. Taichi también terminó perdiendo sus tres combates restantes en el torneo, por poco falta de avance a las semifinales.  El 20 de julio, Taichi y Michinoku recibieron otra oportunidad por el Campeonato Peso Pesado Junior en Parejas de la IWGP, pero fueron derrotados por los campeones defensores, los Forever Hooligans (Alex Koslov & Rocky Romero). El 26 de julio, Taichi comenzó otra gira con la promoción mexicana CMLL, una vez más reavivando su rivalidad con Máximo. De vuelta en New Japan, el 29 de septiembre en Destruction, Taichi y Michinoku no pudieron ganar otra oportunidad en el Campeonato Peso Pesado Junior en Parejas de la IWGP, cuando fueron derrotados en un combate contendiente número uno por Time Splitters (Alex Shelley & Kushida). Sin embargo, cuando Shelley fue dejada de lado por una lesión, Taichi y Michinoku recibieron la oportunidad por el título y el 14 de octubre en King of Pro-Wrestling derrotaron a los Forever Hooligans para ganar el Campeonato Peso Pesado Junior en Parejas de la IWGP, El primer título de Taichi en New Japan. Taichi y Michinoku hicieron su primera defensa exitosa del título el 1 de noviembre, derrotando a Gedo y Jado en su evento independiente de producción propia. Después de un reinado de solo 26 días, Taichi y Michinoku perdieron el título ante The Young Bucks (Matt Jackson & Nick Jackson) el 9 de noviembre en Power Struggle.

#### 2014
En mayo de 2014, Maki fue atrapado engañando a su esposa, lo que resultó en que anunciara que quería retirarse de la lucha libre profesional. New Japan, sin embargo, anunció el 28 de mayo que, por el momento, todavía estaba bajo contrato con la promoción. Según el presidente de New Japan, Naoki Sugabayashi, la promoción estaba iniciando una investigación sobre las acciones de Maki e insinuaba una posible reducción de sueldo y suspensión. A pesar de sus problemas fuera del ring, Taichi lo hizo bien en el torneo Best of the Super Juniors 2014, terminando con un récord de cuatro victorias y tres derrotas. A pesar de terminar empatado con el líder y el subcampeón del bloque, Taichi no logró avanzar a las semifinales debido a los resultados del enfrentamiento mano a mano. Sin embargo, más tarde se le concedió a Taichi la entrada a las semifinales, luego de que el ganador del bloque, Alex Shelley, se viera obligado a retirarse del torneo debido a una lesión en el hombro. El 8 de junio, Taichi fue eliminado del torneo en las semifinales por Kushida. Al día siguiente, New Japan suspendió a Maki por dos meses con un recorte salarial de 30%. Taichi regresó de su suspensión el 10 de agosto y luchó su partido de vuelta el 5 de septiembre, formando un nuevo equipo de etiqueta con el miembro más nuevo de Suzuki-gun, El Desperado. En ese momento, Taichi tomaba un micrófono y cantaba hacia el ring. Taichi y El Desperado recibieron una oportunidad en el IWGP Junior Heavyweight Tag Team Championship el 23 de septiembre en Destruction en Okayama , pero fueron derrotados por Time Splitters. El 8 de noviembre en Power Struggle, Taichi recibió una oportunidad en el Campeonato Peso Pesado Junior de la IWGP, pero fue derrotado por Ryusuke Taguchi.

#### 2017-presente
El 6 de marzo, Taichi y Yoshinobu Kanemaru derrotaron a Roppongi Vice para convertirse en los nuevos Campeones Peso Pesado Junior en Parejas de la IWGP. Perdieron el título de regreso a Roppongi Vice en su segunda defensa el 27 de abril. El mes siguiente, Taichi participó en el 2017 Best of the Super Juniors , donde terminó con un récord de cuatro victorias y tres derrotas, al no poder avanzar a la final. El 23 de enero de 2018 en TakaTaichiMania, Taichi anunció que se estaba moviendo hacia la división de peso pesado de New Japan.

### Pro Wrestling NOAH (2015-2016)
En enero de 2015, Suzuki-gun entró en un storyline, donde todo el stable Suzuki-gun como heels, invadió la promoción Pro Wrestling Noah. Como parte de la historia, Taichi ganó el Campeonato Peso Pesado Junior de GHC el 15 de marzo al derrotar a Atsushi Kotoge. Taichi celebró el título por el resto del año, defendiéndolo con éxito cuatro veces, antes de perderlo ante Taiji Ishimori el 23 de diciembre. El 24 de junio de 2016, en un espectáculo producido por Taichi y Taka Michinoku, Taichi fue uno de los dos ganadores de un torneo round-robin de cuatro hombres para ganar un lugar en la Super J-Cup 2016.
La historia de invasión de Noe de Suzuki-gun concluyó en diciembre de 2016, que llevó al establo a regresar a NJPW el 5 de enero de 2017.

## Vida personal
Maki está casado con la luchadora profesional retirada Ofune y tiene dos hijos.

## En lucha
- Movimientos finales

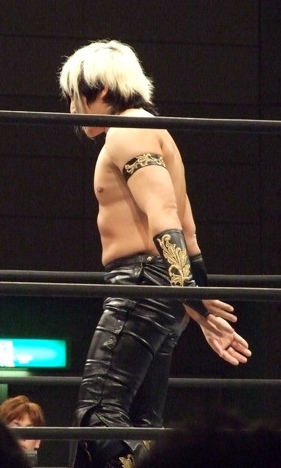
Taichi en 2011.

  - Black Mephisto (Over the shoulder back-to-belly piledriver)[1]
  - Jage Koroshi (Knee strike to the face with a knee brace)[2][3][4] – 2013
  - Taichi-shiki Gedo Clutch[5][6] / Taichi Clutch[7][8] (Double leg nelson)
  - Taichi-shiki Last Ride (Elevated powerbomb)[1][9]
  - Taichi-shiki Liger Bomb (Sitout powerbomb)[10][11][12][13]
  - Tensho Jujihou[14] (Superkick)[1]
- Movimientos de firma
  - Axe Bomber (Crooked arm lariat)[15][16][17][18]
  - German Suplex Hold[19]
  - Dangerous Backdrop (High-angle backdrop suplex) - adopted from Toshiaki Kawada
  - Ganso bomb - adopted from Toshiaki Kawada
  - Multiple kick variations
    - Big boot[1]
    - Enzuigiri
    - Front high[1]
    - Missile drop[19]
    - Triple soccer to the back of a seated opponent[20][21]

- Managers
  - Miho Abe

- Apodos
  - "Sekaiichi Ko Zurui Otoko"[1] / "The World's Sliest Wrestler"[22]

## Campeonatos y logros
- All Japan Pro Wrestling
  - Autumn Festival Tag Tournament (2004) – con Toshiaki Kawada[23]

- Consejo Mundial de Lucha Libre
  - Campeonato Mundial de Tríos del CMLL (1 vez) – con Hiroshi Tanahashi & Okumura (1)

- New Japan Pro-Wrestling
  - NEVER Openweight Championship (2 veces)
  - IWGP Tag Team Championship (3 veces) – con Zack Sabre Jr.
  - IWGP Junior Heavyweight Tag Team Championship (2 veces) – con Taka Michinoku (1) y Yoshinobu Kanemaru (1)

- Pro Wrestling NOAH
  - GHC Junior Heavyweight Championship (1 vez)

- Pro Wrestling Illustrated
  - Situado en el Nº310 en los PWI 500 de 2015[24]
  - Situado en el Nº327 en los PWI 500 de 2016[25]
  - Situado en el Nº117 en los PWI 500 de 2018

### Lucha de Apuestas
| Ganador            | Perdedor           | Lugar            | Evento            | Fecha              | Notas |
| ------------------ | ------------------ | ---------------- | ----------------- | ------------------ | ----- |
| Máximo (cabellera) | Taichi (cabellera) | Ciudad de México | Sin Salida (2010) | 6 de junio de 2010 |       |